# Carlos Amigo Vallejo
Carlos Amigo Vallejo OFM (ur. 23 sierpnia 1934 w Medina de Rioseco, zm. 27 kwietnia 2022 w Guadalajarze) – hiszpański duchowny katolicki, arcybiskup Tangeru (Maroko) i Sewilli, kardynał, franciszkanin.

## Życiorys
Urodził się w 1934 w Medina de Rioseco w rodzinie José i Consolación. Rozpoczął studia medyczne w Valladolid, ale rychło je przerwał i wstąpił do zakonu franciszkanów. Nowicjat rozpoczął 15 października 1953, pierwszą profesję zakonną złożył 16 października 1954, śluby wieczyste złożył 27 grudnia 1957. Święcenia diakonatu przyjął z rąk kardynała Fernando Quirogi Palaciosa (arcybiskupa Santiago de Compostela), a święcenia kapłańskie − 17 sierpnia 1960 − z rąk Miguela Nóvoa Fuente (biskupa pomocniczego tej archidiecezji). Studiował później filozofię w Rzymie, a także psychologię na uniwersytecie w Madrycie. Prowadził w Madrycie działalność duszpasterską, wykładał filozofię nauki i antropologię w kilku uczelniach i zakonnych centrach kształcenia. Od 1970 pełnił funkcję prowincjała franciszkanów w Santiago.
17 grudnia 1973 został mianowany arcybiskupem Tangeru (Maroko); sakrę biskupią przyjął 28 kwietnia 1974 w Madrycie z rąk arcybiskupa Toledo, kardynała Marcelo Gonzáleza Martína. Wielokrotnie występował jako mediator w konfliktach Hiszpanii z krajami Maghrebu − Libią, Algierią, Marokiem, Tunezją, Mauretanią. W maju 1982 został przeniesiony na arcybiskupstwo Sewilli. Brał udział w kilku sesjach Światowego Synodu Biskupów w Watykanie; cieszył się uznaniem jako znawca Kościoła w krajach Ameryki Łacińskiej, pełnił funkcję prezydenta Komisji Biskupów 500-lecia Ewangelizacji Ameryki, a także na specjalne zaproszenie uczestniczył w IV Konferencji Generalnej Episkopatów Latynoamerykańskich w Santo Domingo (Dominikana) w październiku 1992. Otrzymał wysokie odznaczenia państwowe Dominikany i Panamy, a także doktorat honoris causa Uniwersytetu w Cibao (Dominikana). Został powołany do sewilskiej akademii Academies of Buenas Letras, Medicina and Bellas Artes.
21 października 2003 Jan Paweł II wyniósł go do godności kardynalskiej, nadając tytuł prezbitera Santa Maria in Montserrato degli Spagnoli.
5 listopada 2009 papież Benedykt XVI przyjął jego rezygnację z urzędu złożoną ze względu na wiek (75 lat).
Uczestnik konklawe 2005 i konklawe 2013 roku. 23 sierpnia 2014 w związku z ukończeniem 80 roku życia utracił prawo do czynnego uczestniczenia w przyszłych konklawe.
Zmarł 27 kwietnia 2022 w szpitalu w hiszpańskiej Guadalajarze.